# Takashi Inui
Takashi Inui (乾 貴士 Inui Takashi?, Ōmihachiman, Prefectura de Shiga, 2 de junio de 1988) es un futbolista japonés que juega como mediocampista en el Shimizu S-Pulse de la J1 League.

## Carrera

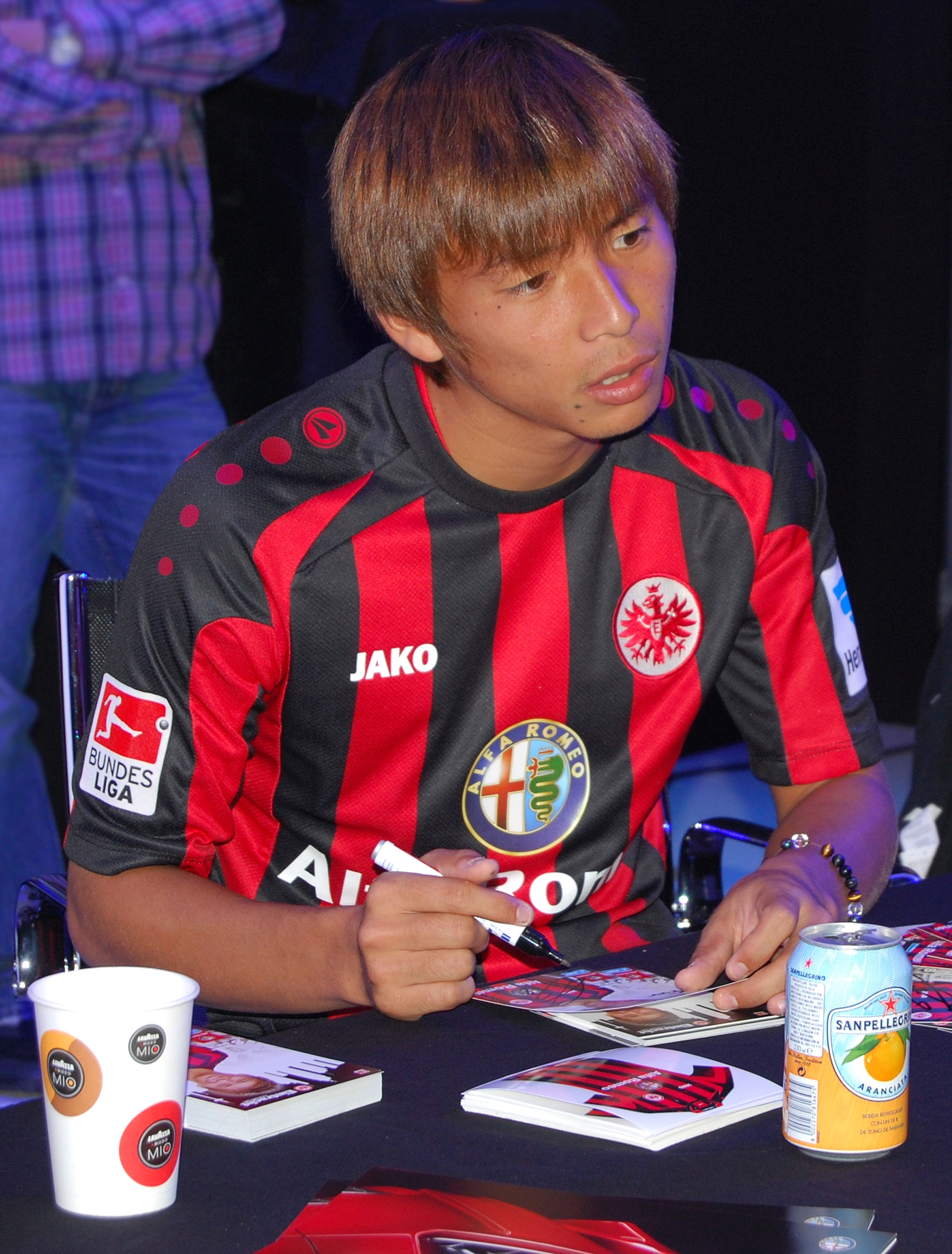
El futbolista japonés Takashi Inui en una sesión de autógrafos llevada a cabo en el salón Alfa Romeo del evento Frankfurt Motor Show 2013.

En 2006 ganó con su instituto, Shiga Yasu HS, el torneo All Japan Tournament Soccer High School.
En 2007 se unió al Yokohama F. Marinos de la J. League División 1 y debutó como profesional contra el Yokohama FC en un partido de Liga el 10 de marzo. Sin embargo, no se consolidó en el equipo y fue cedido al Cerezo Osaka de la J2 League (segunda división) en junio de 2008, siendo fichado al final de esa temporada.
En julio de 2011 dio el salto a Europa, al incorporarse al VfL Bochum de Alemania. Hizo su debut en la 2. Bundesliga cuando comenzó con una derrota 1-2 en casa contra el St. Pauli el 13 de agosto.
En julio de 2012, después de su rendimiento en la segunda alemana, firmó un contrato de tres años con el recién ascendido a la Bundesliga, Eintracht Fráncfort.

### España
El 26 de agosto de 2015 llegó al S. D. Eibar, por tres años, con un coste de 300 000 euros, lo que supuso en ese momento el fichaje más caro en la historia del club. Se convirtió igualmente en su primer jugador asiático. En su debut en septiembre, dio una asistencia en el empate 1-1 ante el Levante U. D. y su primer gol llegó el 10 de enero de 2016 tras un tiro por la escuadra en la victoria en casa 2-1 ante el R. C. D. Espanyol.
El 22 de enero de 2017 se convirtió en el futbolista japonés con más partidos en la historia de la Primera División de España, con 40 apariciones. En abril de 2017 fue baja durante dos jornadas de liga para asistir a una recepción que ofreció el Primer ministro de Japón con motivo de la visita oficial de los Reyes de España a ese país. Su participación con el Eibar, sirvió al club armero para reforzar su presencia en Japón y elevar las audiencias de sus partidos en ese país, que se convirtió en el tercer equipo más visto allí.
En junio de 2018, terminado su contrato con el Eibar y después de decidir no prolongar su vinculación con este club, se hizo público su fichaje por el Real Betis por tres temporadas.
En enero de 2019 el Deportivo Alavés hizo oficial su llegada como cedido hasta final de temporada. Tras la misma, regresó a la Sociedad Deportiva Eibar, un año después de su marcha, para las siguientes tres temporadas. Con el descenso del equipo al finalizar la campaña 2020-21, quedó libre por una cláusula que había en su contrato.

### Regreso a Japón
Después de diez años en el fútbol europeo volvió a su país, firmando a finales de agosto con el Cerezo Osaka. El 5 de abril de 2022 se enfrentó con el cuerpo técnico tras ser sustituido en un encuentro de la J1 League. Por ello fue sancionado con seis partidos, no reincorporándose al equipo una vez le levantaron el castigo. Un mes después de este suceso llegó a un acuerdo para la rescisión de su contrato. Entonces estuvo unas semanas sin equipo hasta unirse en julio al Shimizu S-Pulse. En lo que quedaba de temporada marcó cuatro goles en la J1 League, pero estos no fueron suficientes para evitar el descenso de categoría. Pese a ello, renovó su contrato.

## Selección nacional
Recibió su primera llamada a la selección el 20 de enero de 2009 contra Yemen en un partido de la clasificación para el Mundial 2010.
El 31 de mayo de 2018 el seleccionador Akira Nishino lo incluyó en la lista de 23 para el Mundial.

### Participaciones en Copas del Mundo
| Mundial                        | Sede  | Resultado        | Partidos | Goles |
| ------------------------------ | ----- | ---------------- | -------- | ----- |
| Copa Mundial de Fútbol de 2018 | Rusia | Octavos de final | 4        | 2     |

### Goles internacionales
| Goles con la selección | Goles con la selección  | Goles con la selección                    | Goles con la selección | Goles con la selección | Goles con la selección | Goles con la selección         |
| #                      | Fecha                   | Lugar                                     | Oponente               | Gol                    | Resultado              | Competición                    |
| ---------------------- | ----------------------- | ----------------------------------------- | ---------------------- | ---------------------- | ---------------------- | ------------------------------ |
| 1.                     | 14 de noviembre de 2014 | Estadio Toyota, Toyota, Japón             | Honduras               | 4–0                    | 6–0                    | Amistoso                       |
| 2.                     | 14 de noviembre de 2014 | Estadio Toyota, Toyota, Japón             | Honduras               | 5–0                    | 6–0                    | Amistoso                       |
| 3.                     | 12 de junio de 2018     | Tivoli Neu, Innsbruck, Austria            | Paraguay               | 1–1                    | 4–2                    | Amistoso                       |
| 4.                     | 12 de junio de 2018     | Tivoli Neu, Innsbruck, Austria            | Paraguay               | 2–1                    | 4–2                    | Amistoso                       |
| 5.                     | 24 de junio de 2018     | Ekaterimburgo Arena, Ekaterimburgo, Rusia | Senegal                | 1–1                    | 2–2                    | Copa Mundial de Fútbol de 2018 |
| 6.                     | 2 de julio de 2018      | Rostov Arena, Rostov del Don, Rusia       | Bélgica                | 0–2                    | 3–2                    | Copa Mundial de Fútbol de 2018 |

## Clubes
| Club                      | País                | Año           | Partidos | Goles | Media |
| ------------------------- | ------------------- | ------------- | -------- | ----- | ----- |
| Yokohama F. Marinos       | Japón               | 2007-2008     | 13       | 0     | 0     |
| Cerezo Osaka              | Japón               | 2008-2011     | 129      | 40    | 0.31  |
| VfL Bochum                | Alemania            | 2011-2012     | 32       | 7     | 0.22  |
| Eintracht Fráncfort       | Alemania            | 2012-2015     | 87       | 9     | 0.1   |
| S. D. Eibar               | España              | 2015-2018     | 94       | 11    | 0.12  |
| Real Betis Balompié       | España              | 2018-2019     | 14       | 0     | 0     |
| Deportivo Alavés (cedido) | España              | 2019          | 12       | 2     | 0.17  |
| S. D. Eibar               | España              | 2019-2021     | 59       | 3     | 0.05  |
| Cerezo Osaka              | Japón               | 2021-2022     | 19       | 5     | 0.26  |
| Shimizu S-Pulse           | Japón               | 2022-         | 101      | 18    | 0.18  |
| Total en su carrera       | Total en su carrera | 2007-presente | 560      | 95    | 0.17  |